# Sven de Rennes
Sven de Rennes, né le 25 août 1971 à Rennes, et mort le 5 novembre 2015, est un illustrateur français, connu pour ses dessins homoérotiques.

## Biographie
Sven de Rennes se lance dans l'illustration après des études à la faculté d'arts plastiques de Rennes 2. Son pseudonyme est un hommage à Tom of Finland. 
Les personnages de Sven se caractérisent par leur jovialité et leur impudence, sans vulgarité aucune. Son inspiration est favorisée par les garçons croisés, les connaissances, les amis.
Par ailleurs, il explore également des univers de science-fiction,. 
Sven de Rennes est mort 5 novembre 2015 d'une crise cardiaque. 

## Publications
- Couvertures de roman pour les Éditions Textes Gais[5],[6], Cylibris, Ankidoo.
- Illustration de site web : Gayplanet, Punto.net, BelAmi on-line[1], Le Déclic[7].

## Expositions
- Librairie Blue Book Paris, 2004.
- Librairie Les Mots à la Bouche, Paris, 2006.